# HK Triglav Kranj
HK Prosports.si Triglav Kranj je hokejski klub iz Kranja.
Klub je bil uradno ustanovljen leta 1968, nastal pa je iz HK Asparagus, »divjega« hokejskega kluba iz Kranja. V sezoni 1970/71 so okrepljeni z nekaj bivšimi mladinci Olimpije, brez poraza osvojili naslov republiškega prvaka nekdanje Jugoslavije in ta uspeh ponovili še naslednjo sezono. V isti sezoni (1971/72) so se uvrstili v II. zvezno ligo – zahod, kjer so v kvalifikacijah za I. zvezno ligo izgubili s HK Vojvodino. Na drugo mesto so se uvrstili tudi v sezoni 1974/75, ko jih je premagal HK Crvena Zvezda in mu praprečil vstop v I. zvezno ligo. V sezoni 1979/80 so zopet postali prvaki II. zvezne lige – zahod ter v kvalifikacijah premagali Vojvodino in se tako uvrstili v I. zvezno ligo. Nastop v tej ligi pa jim je bil onemogočen, ker klub ni imel svojega drsališča.
Prvo umetno drsališče je klub dobil leta 1981, v sezoni 1982/83 pa je spet osvojil naslov prvaka II. lige. Vstop v I. ligo pa so jim tokrat onemogočile finančne težave. V sezoni 1985/86 so se hokejisti Triglava spet kvalificirali za vstop v I. državno ligo, finančne težave pa so klubu še tretjič onemogočile nastop v njej. To je klub pripeljalo na rob propada, saj so ga zaradi čedalje večjih finančnih težav zapustili nekateri najboljši igralci.
Po osamosvojitvi Slovenije je klub največji članski uspeh dosegel v sezonah 1995/96 in 1996/97, ko se je uvrstil v finalni del državnega prvenstva štirih najboljših klubov, kjer je obakrat osvojil končno 4. mesto. 
Mladinska vrsta Triglava je v sezoni 2002/03 osvojila naslov državnega mladinskega prvaka.    

## Znameniti hokejisti
Glej tudi Kategorija:Hokejisti HK Triglav Kranj.
- Jurij Halaj
- Michal Konečny
- Jurij Leonov
- Jakob Milovanovič
- Josef Pethö
- Jure Smolej
- Štefan Škvraka
- Andrej Tavželj
- Uroš Vidmar
- Pavel Vratny